# Héroe trágico

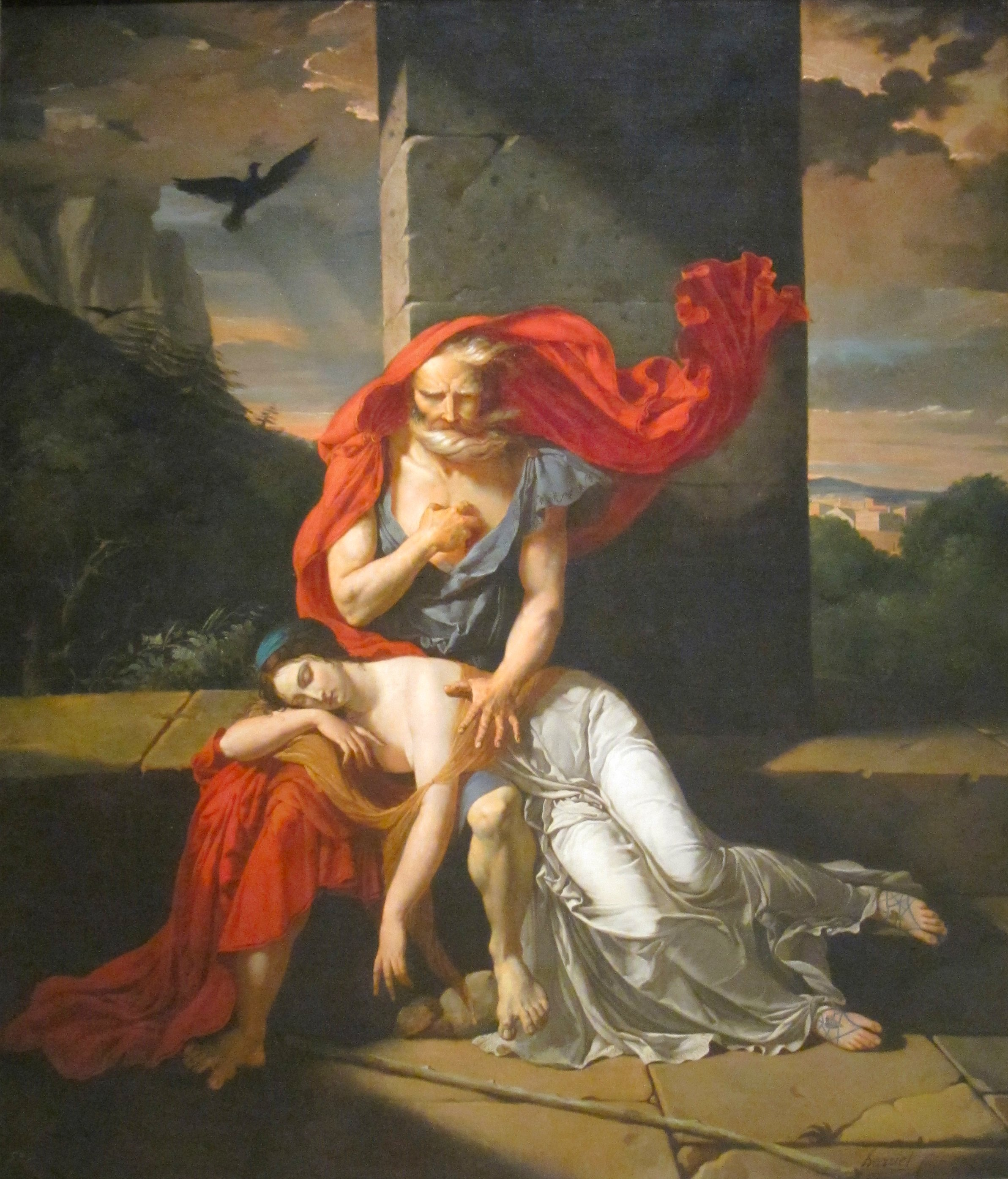
Imagen de Oedipus at Colonus.

Un héroe trágico es el protagonista de una tragedia en los dramas. 
En su Poética, Aristóteles registra las descripciones del héroe trágico al dramaturgo y define estrictamente el papel que el héroe trágico debe desempeñar y el tipo de hombre que debe ser. Aristóteles basó sus observaciones en dramas anteriores. Muchos de los casos más famosos de héroes trágicos aparecen en la literatura griega, particularmente en las obras de Sófocles y Eurípides.

## El héroe trágico de Aristóteles
En Poéticas, Aristóteles sugiere que el héroe de una tragedia debe evocar un sentimiento de pena o temor dentro del espectador, declarando que "el cambio de fortuna presentado no debe ser el espectáculo de un hombre virtuoso traído de la prosperidad a la adversidad". En esencia, el enfoque del héroe no debe ser en base a la pérdida de su prosperidad, sino que establece que la pena es una emoción que debe ser provocada cuando, a través de sus acciones, el personaje recibe una desgracia inmerecida, mientras que la emoción del miedo debe sentirse por parte del espectador cuando contemplan que tal desgracia podría posiblemente suceder en situaciones similares. Aristóteles explica que tal cambio de fortuna "no debe ser de lo malo a lo bueno sino a la inversa: de lo bueno a lo malo". "No por vicio o depravación sino por algún error de juicio". Este error, o hamartia, se refiere a una falla en el personaje del héroe, o un error cometido por el personaje.
Un ejemplo de un error cometido por un héroe trágico se puede encontrar en Edipo Rey de Sófocles. En la historia, el personaje de Edipo recibe una profecía de que asesinará a su propio padre y se casará con su propia madre. Aunque hace todo lo posible para evitar cumplir la profecía, Edipo se entera de que la vida de un hombre que tomó, Layo, fue en realidad la de su propio padre, y que la mujer con la que está casado, Yocasta, es en realidad su propia madre.
La Antígona de Sófocles es otro ejemplo notable de un héroe trágico. Polyneices y su hermano, Eteocles, eran reyes, pero el primero quería más poder y no le cedió el trono a su hermano como habían quedado anteriormente, así que el segundo se fue y reunió un ejército de una ciudad vecina. Atacaron y los dos hermanos se mataron. A través de la ley de Creonte que prohíbe el entierro de Polyneices, Creonte condena a su propia familia.
Por lo tanto, el héroe aristotélico se caracteriza por ser virtuoso pero no "eminentemente bueno", lo que sugiere un personaje noble o importante que es honrado y moralmente inclinado, pero que aun así está sujeto al error humano. Los héroes trágicos de Aristóteles son personas defectuosas que cometen, sin malas intenciones, grandes injusticias o lesiones que finalmente llevan a su desgracia, seguido a menudo por la realización trágica de la verdadera naturaleza de los eventos que llevaron a este destino. Esto significa que el héroe aún debe estar, en cierta medida, enraizado moralmente. La ironía habitual en la tragedia griega es que el héroe es extraordinariamente capaz y altamente moral (en el sentido de la cultura de honor griega de estar obligado a las expectativas morales), y son estas cualidades exactas y admirables las que llevan al héroe a circunstancias trágicas. El héroe trágico está atrapado por su propia grandeza: extraordinaria competencia, una justa pasión por el deber, y (a menudo) la arrogancia asociada con la grandeza (hibris).

## Influencias en otros medios
La influencia del héroe aristotélico se extiende más allá de la crítica literaria en la griega clásica. El teatro griego tuvo una influencia directa y profunda en el teatro romano y sentó las bases del teatro occidental que aún continúan vigentes en la era moderna, influyendo profundamente en una amplia variedad de artes en todo el mundo, como la literatura, la música, el cine, la televisión e incluso videojuegos y cómics. Muchos personajes icónicos que aparecen en estos géneros siguen el arquetipo del héroe trágico. 
Ejemplos de tales personajes incluyen a: 
- Anakin Skywalker de Star Wars
- Okonkwo de Things Fall Apart
- Arthas Menethil de la franquicia Warcraft
- Stannis Baratheon de la serie de novelas Canción de hielo y fuego
- La adaptación televisiva de Game of Thrones
- Thanos en la película Avengers: Infinity War
- Waternoose de Monsters Inc